# Paul Vidal de la Blache
Paul Vidal de la Blache, född 22 januari 1845 i Pézenas, departementet Hérault, död 5 april 1918 i Tamaris-sur-Mer, departementet Var, var en fransk geograf.

## Biografi
Vidal de la Blache utbildade sig först vid École normale supérieure i Paris, dit hans senare verksamhet främst var knuten. Ursprungligen var han historiker, men sedan han 1867 som medlem av franska skolan i Aten fått tillfälle att besöka Orienten, inriktade han sig alltmer på geografin. De första resorna förde honom till Italien, Grekland, Mindre Asien, Syrien och Egypten. Efter återkomsten till Frankrike 1870 utarbetade han avhandlingarna Hérode Atticus, étude critique sur sa vie och De titulis funebribus graecis in Asia minore (båda 1872). Efter en kort verksamhet i Angers blev han kallad till professor i historia och geografi i Nancy 1872.
Geografin, som tidigare haft en underordnad ställning i Frankrike, fick nu för första gången en idérik målsman i detta land. Vidal de la Blache var tidigt influerad av den geografiska vetenskapens förnyare i Tyskland, Alexander von Humboldt och Carl Ritter, och han hade under sin lärarverksamhet ständig kontakt med deras landsmän, Oscar Ferdinand Peschel, Ferdinand von Richthofen och Friedrich Ratzel.
Vidal de la Blaches litterära produktion var att börja med obetydlig; om sitt högt skattade arbete États et nations de l'Europe. Autour de la France (1889) yttrade han, att det tillkom alltför tidigt. Vid denna tid hade han dock i mer än ett årtionde verkat som lärare i huvudstaden, dit han blivit kallad 1877 för att undervisa vid École normale supérieure. Där stannade han till 1899, varefter han t.o.m. 1909 var professor i geografi vid Sorbonne. Han upphörde dock ej med sin geografiska undervisning utan gav kurser vid École libre des sciences politiques ännu 1917. 
Han blev mest berömd för Histoire et géographie. Atlas general Vidal de la Blache (1894; ny upplaga 1909), som han grundligt förberett genom utgivning av kartor för undervisning på skilda skolstadier. Som sitt mål satte han att låta kartorna ge en idé om orsakslagen, att till exempel låta den geologiska eller klimatologiska kartbilden förklara näringskartan. Hans atlas har sålunda en mer omfattande ram än andra av likartat omfång, innehåller såväl historiska som fysiska och politiska kartblad; vid det geografiska studiet blev den en klassisk och oumbärlig uppslagsbok. En annan betydande insats i den franska geografiska forskningen gjorde han, då han 1891 uppsatte "Annales de géographie". Där publicerade han även en rad uppsatser särskilt behandlande problem inom den historisk-ekonomiska geografins område. En av de intressantare är den postuma Les grandes agglomérations humaines (1918).
Vidal de la Blaches produktion tilltog för övrigt med åren; den behandlade främst ämnen inom den historiska geografin (bland annat Les voies de commerce dans la géographie de Ptolémée, 1896, och Note sur l'origine du commerce de la soie par mer 1897, La rivière Vincent Pinzon, étude sur la cartographie de la Guyane, 1902), men han var även en banbrytare för hemlandets geografi (Tableau de la géographie de la France, 1903; ny upplaga 1908). Hans sista arbete blev La France de l'Est (Lorraine-Alsace) (1917). Han var inte epokgörande genom några betydande direkta forskningsresultat, men hans inflytande som lärare var genomgripande. En rad unga geografer växte upp i Frankrike, vilka kunde föra forskningen vidare utefter linjer, som mästaren antytt. Han blev ledamot av Institut de France 1906.